# Salomon Schweigger

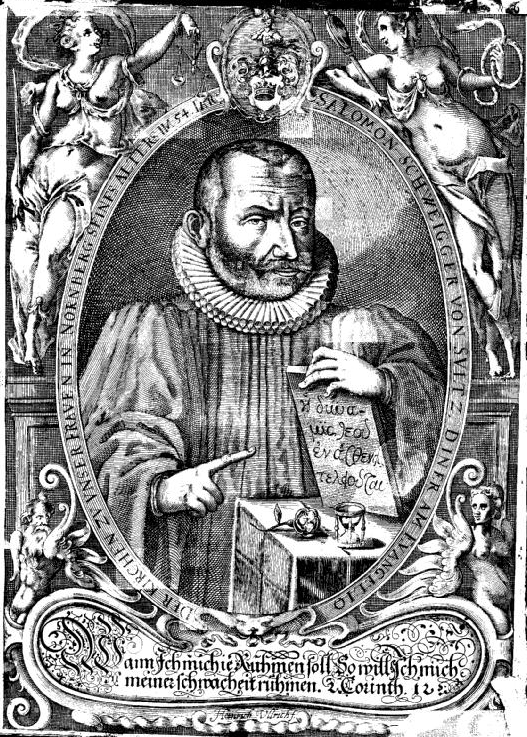
Salomon Schweigger Porträt in der Reisebeschreibung (Druck von 1608)

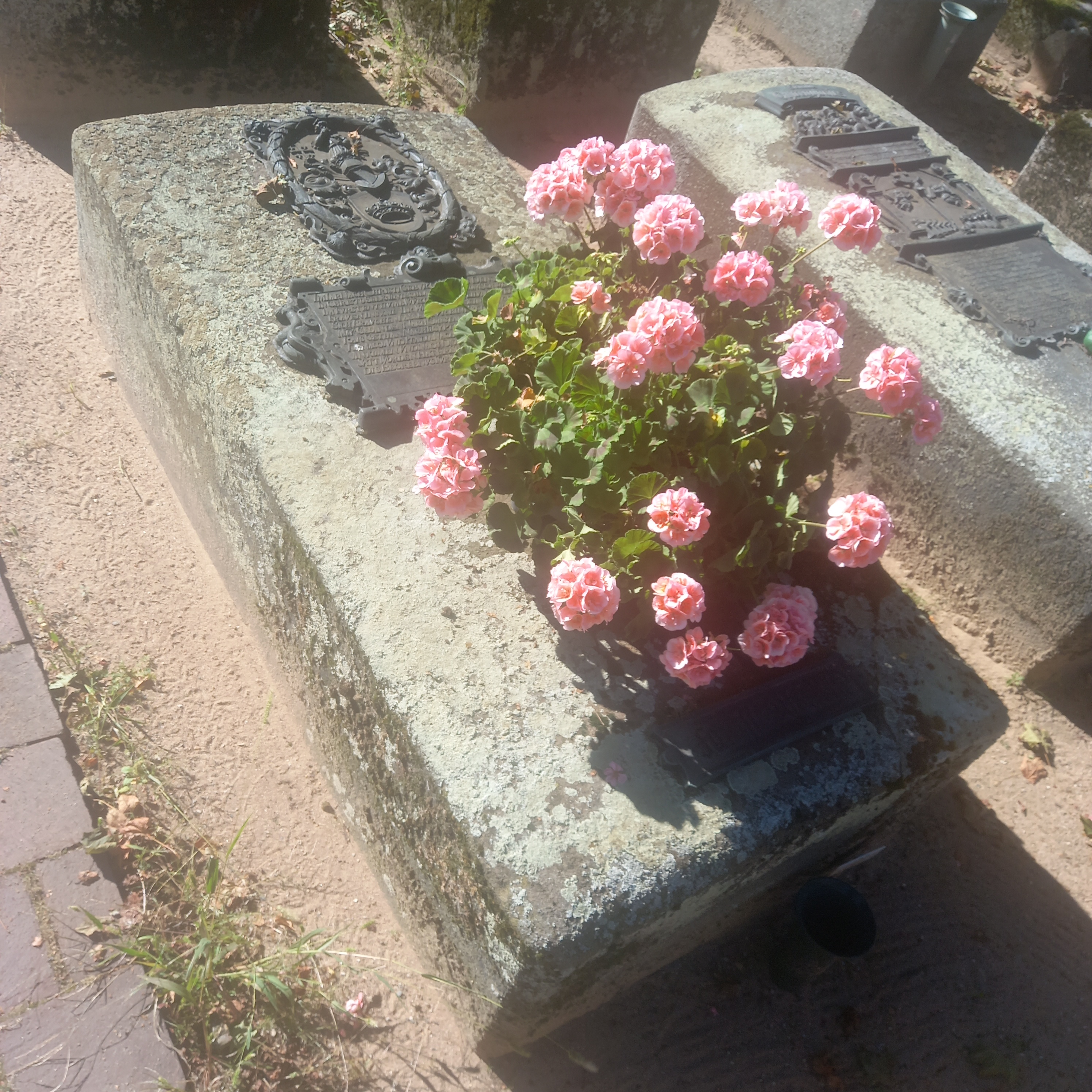
Das Grab von Salomon Schweigger auf dem Rochusfriedhof in Nürnberg

Salomon Schweigger (* 30. März 1551 in Haigerloch; † 21. Juni 1622 in Nürnberg) war ein evangelischer Prediger und Orientreisender. Er verfasste eine berühmte Reisebeschreibung und die erste deutschsprachige Koranübersetzung.

## Leben
Sein Vater Heinrich Schweickher war notarius (Gerichts- und Stadtschreiber) sowie praefectus pupillorum (Vorgesetzter der Waisenkinder) in Sulz am Neckar. Salomon besuchte zunächst die Klosterschulen Herrenalb und Alpirsbach und studierte ab 1573 Theologie und klassische Philologie an der Universität Tübingen. Im Jahr 1576 brach er sein Studium ab und reiste mit einer österreichischen Gesandtschaft von Wien nach Konstantinopel, wo er mehrere Jahre verbrachte. 1581 reiste er über Ägypten nach Jerusalem und Damaskus und von dort über Kreta und Venedig zurück nach Sulz.
Aus Jerusalem zurückgekehrt, war Schweigger von 1581 bis 1589 Pfarrer in Stadt Grötzingen (heute: Ortsteil der Stadt Aichtal im Landkreis Esslingen). Er war in erster Ehe mit Susanna Michaelis aus Memmingen verheiratet, die 1583 seinen ersten Sohn Immanuel gebar (Vater des Nürnberger Bildhauers Georg Schweigger) und 1585 in Stadt Grötzingen starb.
Am 13. September 1585 heiratete Salomon Schweigger in Stadt Grötzingen Elisabetha Vischer. Am 16. September 1588 wurde dort sein Sohn Salomo geboren, dessen Nachkommen in Nürnberg lebten.
Im Jahr 1589 wurde Salomon Schweigger durch den Reichsfreiherrn Heinrich Hermann von Schutzbar genannt Milchling, der selbst 20 Jahre vor ihm Jerusalem besucht hatte, auf die Patronatspfarrei Wilhermsdorf in Mittelfranken und schließlich im Jahr 1605 durch den Magistrat von Nürnberg zum Dienst an der Frauenkirche berufen. Hier wirkte er noch 17 Jahre. Er starb 1622 und wurde auf dem Nürnberger Rochusfriedhof beerdigt.

## Reisebeschreibung

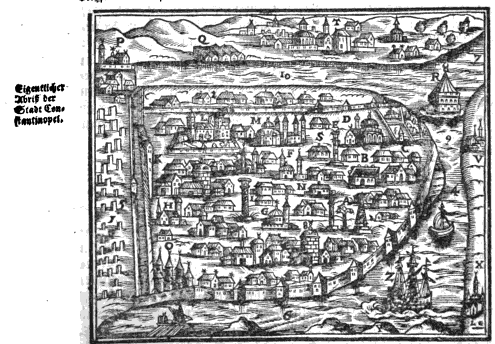
Ansicht von Konstantinopel in der Reisebeschreibung (Druck von 1639)

Schweigger erlangte Bekanntheit durch seine „Newe Reyßbeschreibung auß Teutschland nach Constantinopel“, die 1608 erschien.
Salomon Schweigger trat in Graz in die Dienste des evangelischen Freiherrn Johann Joachim von Sinzendorf und reiste mit ihm als Gesandtschaftsprediger nach Konstantinopel, wo die Gesandtschaft zu Neujahr 1578 ankam. Diese Gesandtschaft vom Habsburgischen Kaiser Rudolf II. an Sultan Murad III. war eine von zahlreichen zwischen dem 2. Österreichischen Türkenkrieg (1566–1568) und dem 3. Österreichischen Türkenkrieg (1593–1606).
In diesem Reisetagebuch beschreibt Schweigger lebhaft und anschaulich seine persönlichen Erlebnisse und gewährt auch interessante Einblicke in das Leben im damaligen Osmanischen Reich. Er berichtet von einer Audienz beim Sultan, vom „Hofgesind“, von einem politischen Mord, einem „nichtswertigen Astronomo“, von Gauklern, Badhäusern, Feuersbrünsten, von der „tölpischen“ Musik der Türken, ihren Speisen, Sitten, Gebäuden, Spitalen, „Kinderschulen“ und von „der Türcken Bekanntnus von Gott und ihres Mahomets Ankunft, Leben und Tod“.

## Koranübersetzung
Ferner ist Salomon Schweigger der Verfasser der ersten deutschsprachigen Version des Korans. Im Jahre 1616 erschien das Werk Alcoranus Mahometicus, Das ist: Der Türcken Alcoran/ Religion vnd Aberglauben. Im Osmanischen Reich war Schweigger auf eine italienische Koranübersetzung gestoßen, die offenbar unter dort lebenden Christen eine gewisse Verbreitung besaß. Schweigger übersetzte ihn aus dem Italienischen, veröffentlichte ihn aber erst lange nach seiner Rückkehr in Nürnberg (1616, 2. Aufl. 1623; weitere Auflagen ohne Namensnennung 1659 und 1664).
Er übersetzte dabei die erste italienische Fassung aus dem Jahre 1547 von Andrea Arrivabene, die ihrerseits auf einer lateinischen Übersetzung von Robert von Ketton aus dem 12. Jahrhundert basierte, wobei Schweigger erstaunlicherweise nicht auf den lateinischen Text zurückgriff.
Schweiggers deutsche Übersetzung der italienischen Übersetzung der lateinischen Übersetzung des arabischen Koran wurde selbst wiederum 1641 ins Niederländische übersetzt und in Hamburg gedruckt.

## Werke
- Ein newe Reyßbeschreibung auß Teutschland Nach Constantinopel vnd Jerusalem. Johann Lantzenberger, Nürnberg 1608 (Digitalisat); Katharina Lantzenberger, Nürnberg 1613 (Digitalisat); Caspar Fulden, Nürnberg 1619 (Digitalisat); Christoph Lochner, Nürnberg 1639 (Digitalisat)
- Alcoranus Mahometicus, Das ist: Der Türcken Alcoran/ Religion vnd Aberglauben. [...] Erstlich auß der Arabischen in die Italianische: Jetzt aber inn die Teutsche Sprach gebracht. Durch Herrn Salomon Schweiggern/ Predigern zu vnser Frauen Kirchen inn Nürnberg/ sampt dessen beygefügten Vorrede. Simon Halbmaier, Nürnberg 1616 (Digitalisat) und 1623 (Digitalisat); ohne Namensnennung: Johann Andreas und Wolfgang Endter, Nürnberg 1659 (Digitalisat) und 1664 (Digitalisat)
- De Arabische Alkoran, Door de Zarazijnsche en de Turcksche Prophete Mahometh, In drie onderscheyden deelen begrepen: van der Turcken Religie, Ghelove, Aelmoessen, Vasten, Ghebeden, Bedevaert na Mecha, met t'samen sijn Gods-diensten, ende Ceremonien, Wetten ende Rechten. Uyt de Arabische spraecke/ nu nieuwelijcks in Hooghduytsch ghetranslateert/ met t'samen een aenhanghende Voorreden/ door Salomon Swigger, Prediker der Kercken tot Noorenbergh. Ende wederom uyt het Hooghduytsch in Nederlantsche spraecke ghestelt. Barent Adriaensz. Berentsma, Hamburg 1641 (Digitalisat)